# Bail à construction
 (février 2013).
Si vous disposez d'ouvrages ou d'articles de référence ou si vous connaissez des sites web de qualité traitant du thème abordé ici, merci de compléter l'article en donnant les références utiles à sa vérifiabilité et en les liant à la section « Notes et références ».
Le bail à construction est un contrat par lequel le preneur s'engage à construire un bâtiment sur un terrain appartenant au bailleur. A l'échéance de ce bail, la construction revient contractuellement au bailleur/propriétaire du terrain (Code de la construction et de l'habitation, Articles L. 251-1 et s., R251-1 et s),.